# 严复故居 (仓山区)
严复故居，又称阳岐严复祖居，位于中国福建省福州市仓山区盖山镇阳岐村。建于明末清初，坐西向东偏南，前后二进，包括厅堂、厢房、天井、披谢、门廊等，占地面积745平方米。1983年公布为福州市文物保护单位。2006年5月25日公布为第六批全国重点文物保护单位。